# Педро Бордо де Сан Суперан
Педро Бордо де Сан Суперан (ісп. Pedro de San Superano; д/н — 1402) — князь Ахейський в 1396—1402 роках.

## Життєпис
Походив з наваррської або гасконської шляхти. Перша згадка про нього припадає на 1372 рік. Був одним з очільників найманців з Наваррської компанії, яку відправив Карл II, король Навари, своєму братові Людовику д'Евре, графу де Бомон-ле-Роже. Останній боровся за спадщину своєї дружини — герцогство Дураццо. 1376 року де Сан Суперан брав участь у захопленні міста Дураццо. Але незабаром д'Евре помер. У пошуках заробітку наваррські найманці вирушили до Пелопоннесу. 1377 року найнялися до арагонського короля Педро IV. 1378 року їх найняв Хуан Фернандес де Ередіа, великий магістр ордену госпітальєрів. Під орудою останнього Педро Бордо де Сан Суперан брав участь у війні проти Артського деспотату.
На початку 1379 року Наваррську компанію найняв Жак де Бо, що боровся за владу в Ахейському князівстві. Педро Бордо де Сан Суперан відзначився під час захоплення портових міст. 1381 року його призначено імперським капітаном. 1383 року після смерті Жака де Бо «наваррці» виступили проти спроб Карла III, короля Неаполю, встановили в Ахеї свою владу. Той отримав лише титул князя Ахейського.
У 1386 році Педро стає очільником Наваррської компанії, а також фактичним правителем Ахейського князівства. 26 липня 1387 Педро, підтриманий як світськими, так і духовними верхами на місцях, уклав договір з Венецією, за яким відмовився від Наваріно на користь останньої. 6 вересня того ж року папа римський Урбан VI оголосив, що Ахейське князівство переходить під його владу, доручивши управління державою Паоло Фоскарі, архієпископу Патрському. Останній своєю чергою зробив Педро генеральним вікарієм.
Педро постійно воював з Морейським деспотатом і Афінським герцогством, бувши в союзі з Венецією й османськими піратами. 1389 року вдалося захопити афінського герцога Неріо I Аччаюолі, який звільнився за поступки венеційському союзнику Педро. 1394 року спільно з Евренос-беком, османським полководцем, захопив Акову в Арголіді. 1395 року Педро де Са Суперан, за відсутності османів зазнав поразки від візантійців на чолі із мегаконставлосом (на кшталт великого конетабля) Андроніком Асено Цаккарією, потрапивши у полон. Викуп за нього у 50 тисяч гіперперів заплатила Венеційська республіка.
1396 року де Сан Суперан домовився з Владиславом I купити Ахейське князівство за 3 тисячі дукатів. Титул він отримав, але гроші не виплатив. Основним союзником стає Венеціанська республіка, з якою вів перемовини щодо укріплення Істмійського перешийку та відносин з містами Модон і Корон, які були під владою венеційців.
Того ж року після битви під Нікополем Педро Бордо де Сан Суперан уклав союз з Феодором I Палеологом, деспотом Мореї. Разом з тим Венеція відмовилася від допомоги ахейському князю. 1399 року їхнім об'єднаним силам вдалося стримати османський наступ. За це 1400 року папа римський Боніфацій IX надав Педро титули папського вікарія і гонфалоньєра Ахейського.
Помер 1402 року, залишивши сина під регентством дружини Марії Цаккарії.

## Родина
Дружина Марія, донька Чентуріоне I Цаккарії, великого конетабля Ахейського князівства.
Діти:
- син